# Toronto International Film Festival 2019
Das 44. Toronto International Film Festival fand vom 5. bis zum 15. September 2019 statt. Zehn Tage lang wurden 333 Filme aus 84 Ländern gezeigt, darunter 133 Weltpremieren und 30 deutsche Filme und Koproduktionen. Die im Rahmen der Gala Presentations und der Special Presentations gezeigten Filme wurden am 23. Juli 2019 bekanntgegeben. So feierten im Rahmen der Gala Presentations ihre Weltpremiere Der wunderbare Mr. Rogers von Marielle Heller, Der Distelfink von John Crowley, Harriet von Kasi Lemmons, Just Mercy von Destin Daniel Cretton, Ordinary Love von Lisa Barros D’Sa und Glenn Leyburn, The True History of the Kelly Gang von Justin Kurzel und der Abschlussfilm Radioactive von Marjane Satrapi. Eröffnet wurde das Festival mit dem Dokumentarfilm Once Were Brothers: Robbie Robertson and The Band von Daniel Roher.
Unter den deutschen Beiträgen und Koproduktionen bei den gezeigten Filmen befanden sich Das Vorspiel von Ina Weisse, Proxima – Die Astronautin von Alice Winocour, Ein verborgenes Leben von Terrence Malick und Synonymes des israelischen Regisseurs Nadav Lapid, der im Wettbewerb der Internationalen Filmfestspiele Berlin mit dem Goldenen Bären ausgezeichnet wurde. Ebenso wurde die deutsche Koproduktion Die Sehnsucht der Schwestern Gusmão von Karim Aïnouz gezeigt, der von Brasilien für die Oscarverleihung 2020 in der Kategorie Bester Internationaler Film eingereicht wurde. Ebenso gezeigt wurden die Oscar-Einreichungen Adam von Maryam Touzani für Marokko und die Tragikomödie The Moneychanger von Federico Veiroj für Uruguay.
Bei den Special Presentations erstmals gezeigt wurden unter anderem der Mystery-Thriller Clifton Hill von Albert Shin, Coming Home Again von Wayne Wang, The Friend von Gabriela Cowperthwaite, das Science-Fiction-Drama Lucy in the Sky von Noah Hawley, das satirische Kriegsdrama Jojo Rabbit von Taika Waititi, der Horrorfilm The Other Lamb von Małgorzata Szumowska und der Animationsfilm  Weathering With You – Das Mädchen, das die Sonne berührte von Makoto Shinkai, die Oscar-Einreichung von Japan.
Das vollständige Programm der Sektionen Discovery und Midnight Madness und eine Reihe von Dokumentarfilmen wurde am 8. August 2019 bekanntgegeben. Die Rising Stars des Festivals wurden Mitte August 2019 bekanntgegeben. Dies waren Chino Darín, Geraldine Viswanathan, Kelvin Harrison und Josefine Frida Pettersen.
Die Jury für den Platform Prize besteht aus Athina Rachel Tsangari, Carlo Chatrian und Jessica Kiang. Diese Sektion wurde mit dem Dokudrama Rocks von Sarah Gavron eröffnet. Ausgezeichnet in dieser Sektion wurde Martin Eden von Pietro Marcello, lobende Erwähnungen erhielten außerdem Anne at 13,000 ft von Kazik Radwanski und Proxima – Die Astronautin von Alice Winocour.
Mit dem People’s Choice Award, dem Hauptpreis des Filmfestivals, wurde Jojo Rabbit von Taika Waititi ausgezeichnet.

## Programm

### Gala Presentations
- The Aeronauts – Tom Harper
- American Woman – Semi Chellas

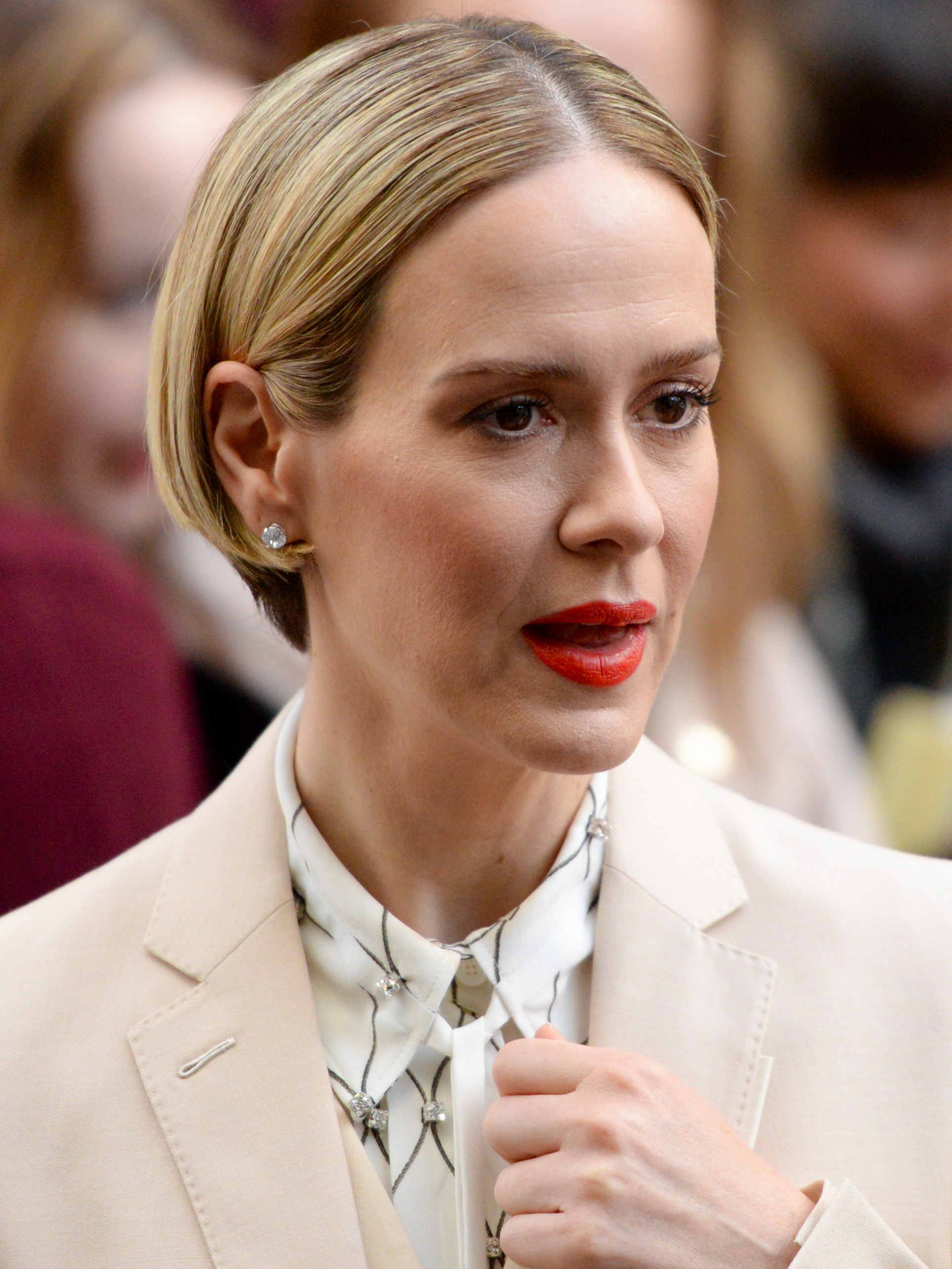
Sarah Paulson bei der Premiere von Der Distelfink

- Der wunderbare Mr. Rogers (A Beautiful Day in the Neighborhood) – Marielle Heller
- Blackbird – Roger Michell
- The Burnt Orange Heresy – Giuseppe Capotondi
- Clemency – Chinonye Chukwu
- Der Distelfink (The Goldfinch) – John Crowley
- Everest – Ein Yeti will hoch hinaus (Abominable) – Jill Culton
- Harriet – Kasi Lemmons
- Hustlers – Lorene Scafaria
- Joker – Todd Phillips

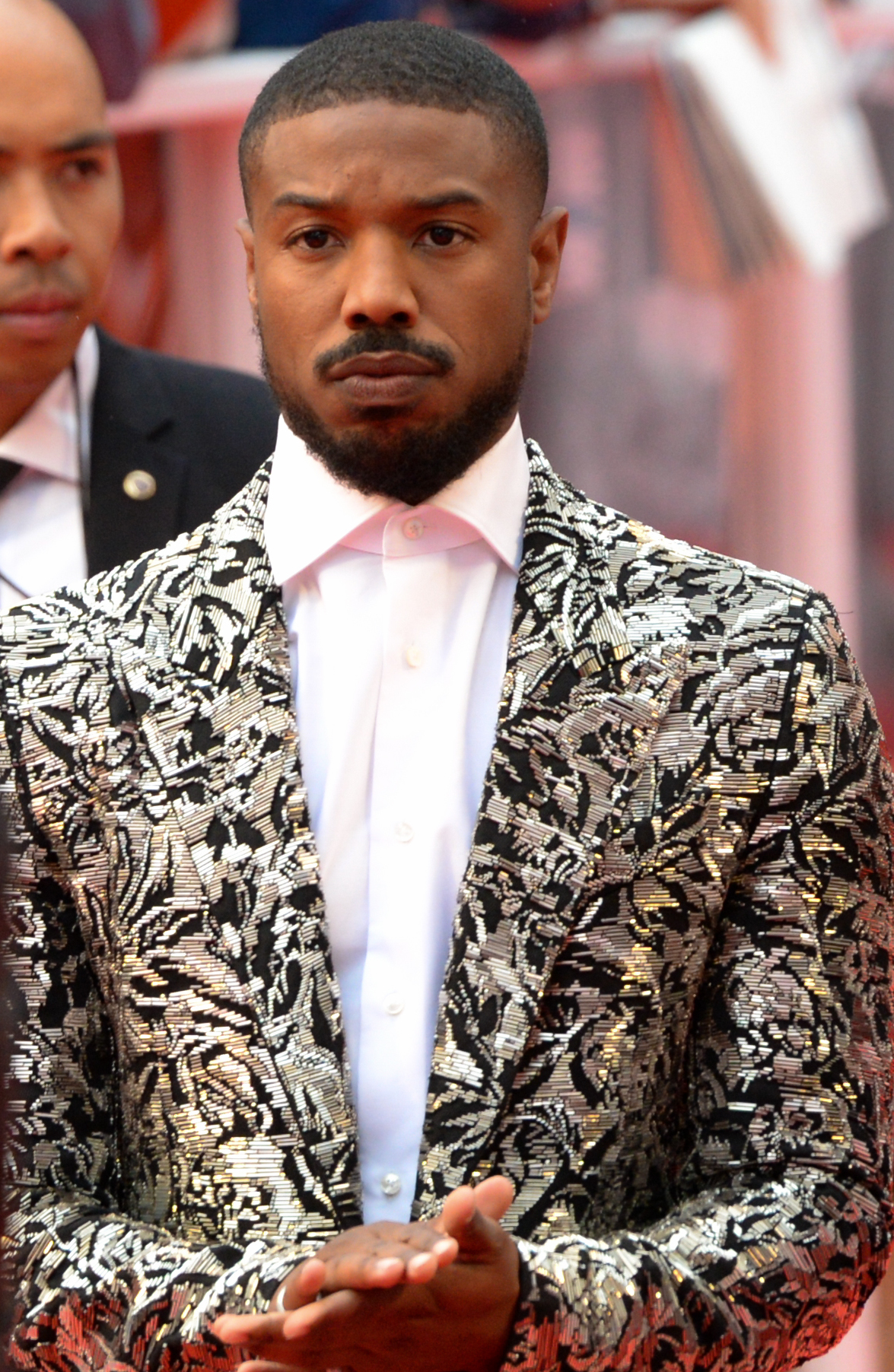
Michael B. Jordan bei der Premiere des Films Just Mercy

- Just Mercy – Destin Daniel Cretton
- Le Mans 66 – Gegen jede Chance (Ford v Ferrari) – James Mangold
- Marie Curie – Elemente des Lebens (Radioactive) – Marjane Satrapi (Abschlussfilm)
- Once Were Brothers: Robbie Robertson and The Band – Daniel Roher (Eröffnungsfilm)
- Ordinary Love – Lisa Barros D’Sa und Glenn Leyburn
- The Sky Is Pink – Shonali Bose
- The Song of Names – François Girard
- Outlaws – Die wahre Geschichte der Kelly Gang (True History of the Kelly Gang) – Justin Kurzel
- Western Stars – Thom Zimny und Bruce Springsteen

### Special Events
- David Foster: Off the Record – Barry Avrich
- One Day in the Life of Noah Piugattuk – Zacharias Kunuk

### Special Presentations
- American Son – Kenny Leon
- Bad Education – Cory Finley
- Clifton Hill – Albert Shin
- Coming Home Again – Wayne Wang
- Dolemite Is My Name – Craig Brewer
- The Elder One – Geetu Mohandas
- Ema – Pablo Larraín

- Frankie – Ira Sachs

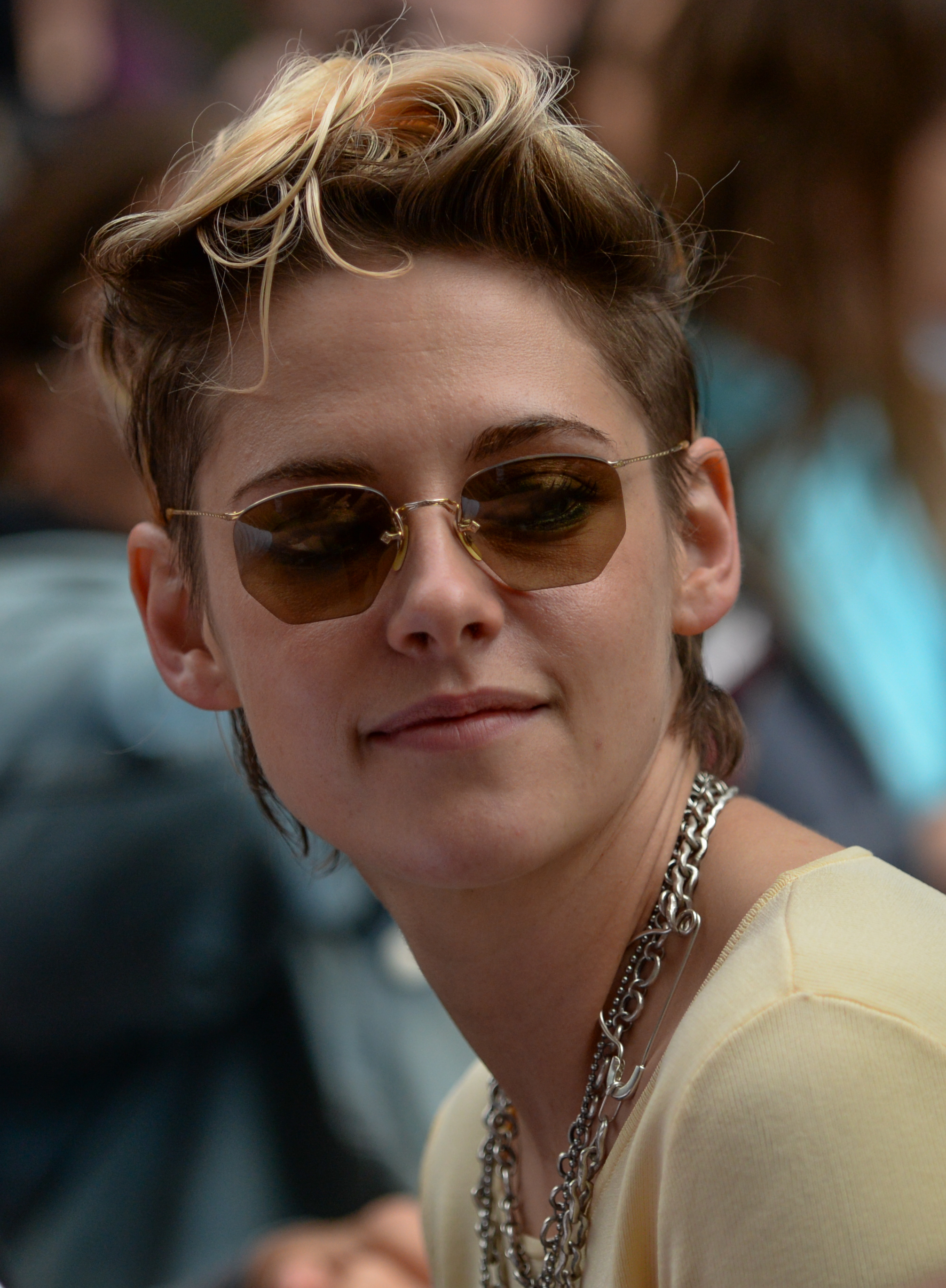
Kristen Stewart bei der Vorstellung des Films Jean Seberg – Against all Enemies

- The Friend – Gabriela Cowperthwaite
- Die Geldwäscherei (The Laundromat) – Steven Soderbergh
- Greed – Michael Winterbottom
- Guest of Honour – Atom Egoyan
- Guns Akimbo – Jason Lei Howden
- Heroic Losers (La odisea de los giles) – Sebastian Borensztein
- Honey Boy – Alma Har'el
- How to Build a Girl – Coky Giedroyc
- Human Capital – Marc Meyers
- I Am Woman – Unjoo Moon
- In deinen Armen (Dirt Music) – Gregor Jordan
- Jean Seberg – Against all Enemies – Benedict Andrews
- Jojo Rabbit – Taika Waititi

- Judy – Rupert Goold
- Jungleland – Max Winkler

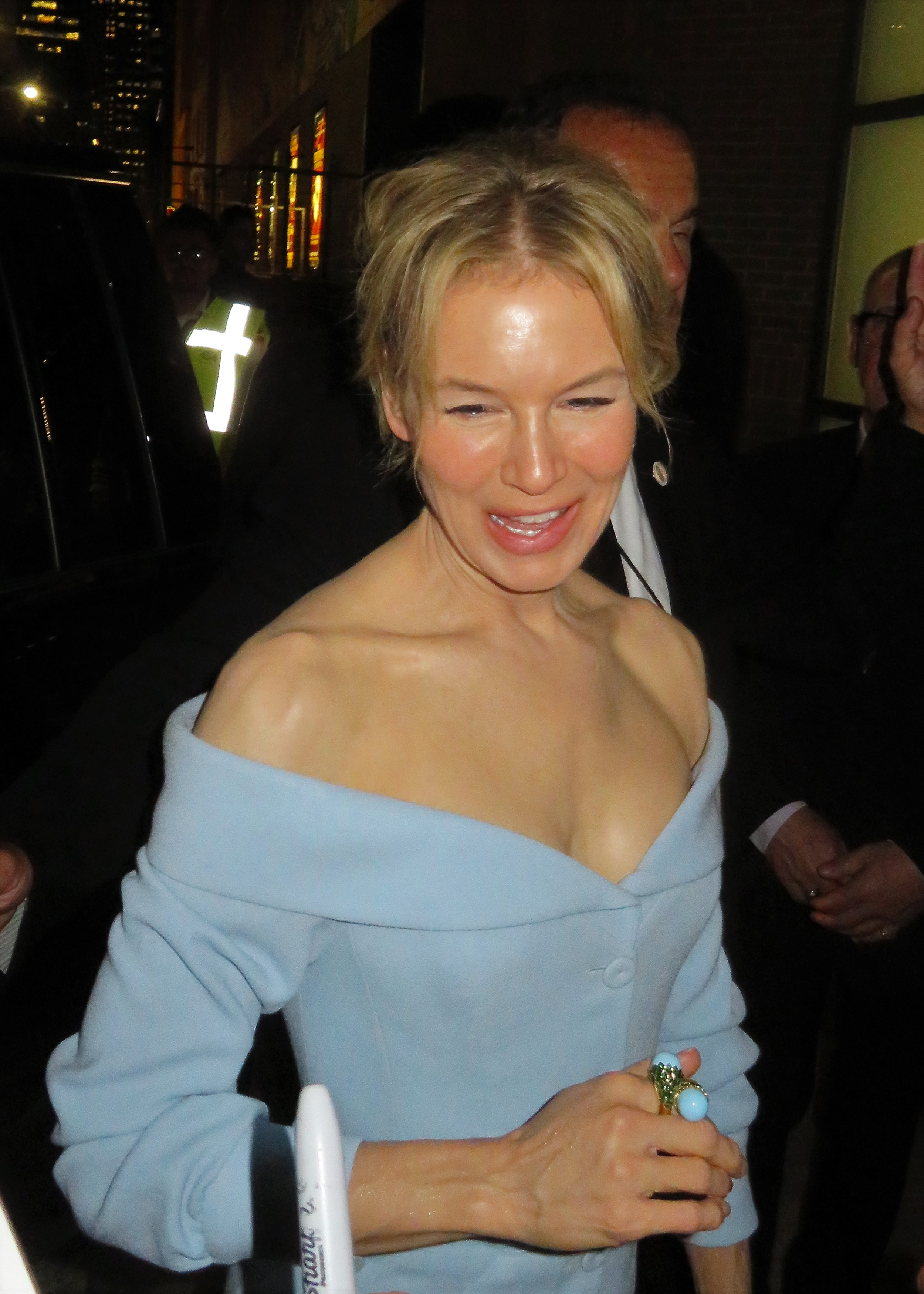
Renée Zellweger bei der Vorstellung des Films Judy

- Knives Out – Mord ist Familiensache (Knives Out) – Rian Johnson
- Land im Sturm (A Herdade) – Tiago Guedes
- Leid und Herrlichkeit (Pain and Glory) – Pedro Almodóvar
- Der Leuchtturm (The Lighthouse) – Robert Eggers
- Love Again – Jedes Ende ist ein neuer Anfang (Endings, Beginnings) – Drake Doremus
- Lucy in the Sky – Noah Hawley
- Lyrebird – Dan Friedkin
- Marriage Story – Noah Baumbach
- Mrs. Taylor’s Singing Club (Military Wives) – Peter Cattaneo
- Monsieur Killerstyle (Deerskin/Le daim) – Quentin Dupieux
- Mosul – Matthew Michael Carnahan
- Motherless Brooklyn – Edward Norton
- No. 7 Cherry Lane – Yonfan
- The Other Lamb – Małgorzata Szumowska
- The Painted Bird – Václav Marhoul
- Parasite (Gisaengchung) – Bong Joon-ho
- Pelikanblut (Pelican Blood) – Katrin Gebbe
- The Personal History of David Copperfield – Armando Iannucci
- Porträt einer jungen Frau in Flammen (Portrait of a Lady on Fire) – Céline Sciamma
- The Report – Scott Z. Burns
- Saturday Fiction (Lan Xin Da Ju Yuan) – Lou Ye
- Die schönste Zeit unseres Lebens (La belle époque) – Nicolas Bedos
- Sibyl – Therapie zwecklos (Sibyl) – Justine Triet
- Synchronic – Aaron Moorhead und Justin Benson
- Der schwarze Diamant (Uncut Gems) – Benny Safdie und Josh Safdie
- La Vérité – Leben und lügen lassen (La vérité) – Hirokazu Koreeda
- Wasp Network – Olivier Assayas
- Waves – Trey Edward Shults
- Weathering With You – Das Mädchen, das die Sonne berührte (Tenki no Ko) – Makoto Shinkai
- Wer wir sind und wer wir waren (Hope Gap) – William Nicholson
- While at War (Mientras Dure La Guerra) – Alejandro Amenábar
- Die zwei Päpste (The Two Popes) – Fernando Meirelles

### Contemporary World Cinema
- 37 Seconds – Hikari
- Adam – Maryam Touzani
- And the Birds Rained Down – Louise Archambault
- Antigone – Sophie Deraspe
- Atlantics: A Ghost Love Story – Mati Diop
- Atlantis – Walentyn Wassjanowytsch
- Auf der Couch in Tunis (Un Divan à Tunis) – Manele Labidi
- Bacurau – Kleber Mendonça Filho und Juliano Dornelles
- Balloon (Qi Qiu) – Pema Tseden
- The Barefoot Emperor – Jessica Woodworth und Peter Brosens
- Beneath the Blue Suburban Skies – Edward Burns
- Bis dann, mein Sohn (So Long, My Son / Di Jiu Tian Chang) – Wang Xiaoshuai
- Blow the Man Down – Danielle Krudy und Bridget Savage Cole
- The Body Remembers When the World Broke Open – Elle-Máijá Tailfeathers und Kathleen Hepburn
- Bohnenstange (Dylda / Beanpole) – Kantemir Arturowitsch Balagow
- Bombay Rose – Gitanjali Rao
- Bor Mi Vanh Chark (The Long Walk) – Mattie Do
- Castle in the Ground – Joey Klein
- Chicuarotes – Gael García Bernal
- The Climb – Michael Angelo Covino
- Corpus Christi (Boże Ciało) – Jan Komasa
- Dogs Don’t Wear Pants (Koirat eivät käytä housuja) – J-P Valkeapää
- The Father (Bashtata) – Petar Waltschanow und Kristina Grosewa
- Flatland – Jenna Bass
- A Girl Missing (Yokogao) – Koji Fukada
- Hala – Minhal Baig
- Henry Glassie: Field Work – Pat Collins
- Im Visier des Terrors (Terminal Sud) – Rabah Ameur-Zaïmeche
- Incitement – Yaron Zilberman
- Instinct – Gefährliche Begierde (Instinct) – Halina Reijn
- Jallikattu Lijo – Jose Pellissery
- Knuckle City – Jahmil X. T. Qubeka
- The Last Porno Show – Kire Paputts
- La Llorona – Jayro Bustamante
- Made in Bangladesh – Rubaiyat Hossain
- Mariam – Sharipa Urazbayeva
- Maria’s Paradise (Marian paratiisi) – Zaida Bergroth
- Milchkrieg in Dalsmynni (Héraðið) – Grímur Hákonarson
- Mit 20 wirst du sterben (You Will Die at Twenty) – Amjad Abu Alala
- Nobadi – Karl Markovics
- Our Lady of the Nile (Notre-Dame du Nil) – Atiq Rahimi (Eröffnungsfilm der Sektion)
- Die perfekte Kandidatin (The Perfect Candidate) – Haifaa al-Mansour
- Red Fields (Mami) – Keren Yedaya
- Resin (Harpiks) – Daniel Joseph Borgman
- Der See der wilden Gänse  (Nan Fang Che Zhan De Ju Hui) – Diao Yinan
- Die Sehnsucht der Schwestern Gusmão (A Vida Invisível De Eurídice Gusmão / The Invisible Life of Eurídice Gusmão) – Karim Aïnouz
- Spider (Araña) – Andrés Wood
- A Sun (Yángguāng Pǔzhào) – Chung Mong-hong
- Synonymes (Synonyms) – Nadav Lapid
- Tammy’s Always Dying – Amy Jo Johnson
- Three Summers (Três Verões) – Sandra Kogut
- Verdict – Raymund Ribay Gutierrez
- White Lie – Calvin Thomas und Yonah Lewis
- Weißer weißer Tag (Hvítur, Hvítur Dagur) – Hlynur Pálmason
- Die Wütenden – Les Misérables (Les Misérables) – Ladj Ly

### Discovery
- 1982 – Oualid Mouaness
- AFRICA – Oren Gerner
- Angriff aus der Tiefe (Sea Fever) – Neasa Hardiman
- The Antenna – Orçun Behram
- August – Armando Capó
- Black Conflux – Nicole Dorsey
- Bring Me Home – Kim Seung-woo
- A Bump Along The Way – Shelly Love
- Calm with Horses – Nick Rowland
- Certified Mail – Hisham Saqr
- Comets – Tamar Shavgulidze
- Disco – Jorunn Myklebust Syversen
- Easy Land – Sanja Zivkovic
- Entwined – Minos Nikolakakis
- The Giant – David Raboy
- The Good Intentions – Ana García Blaya
- Hearts and Bones – Ben Lawrence
- Hope (Håp) – Maria Sødahl
- Kuessipan – Myriam Verreault
- Lina from Lima – María Paz González
- The Lost Okoroshi – Abba Makama
- Love Me Tender – Klaudia Reynicke
- Murmur – Heather Young
- My Life as a Comedian – Rojda Sekersöz
- Noura’s Dream – Hinde Boujemaa
- The Obituary of Tunde Johnson – Ali LeRoi
- Pompei (Pompéi) – Anna Falguères, John Shank
- Raf – Harry Cepka
- The Rest of Us – Aisling Chin-Yee
- Simple Women – Chiara Malta (Eröffnungsfilm der Sektion)
- Sole – Carlo Sironi
- Son-Mother – Mahnaz Mohammadi
- Sweetness in the Belly – Zeresenay Berhane Mehari
- Das Vorspiel (The Audition) – Ina Weisse
- Wir beide (Deux) – Filippo Meneghetti
- Zana – Antoneta Kastrati
- Zgodbe iz kostanjevih gozdov (Stories From The Chestnut Woods) – Gregor Božič

### Midnight Madness

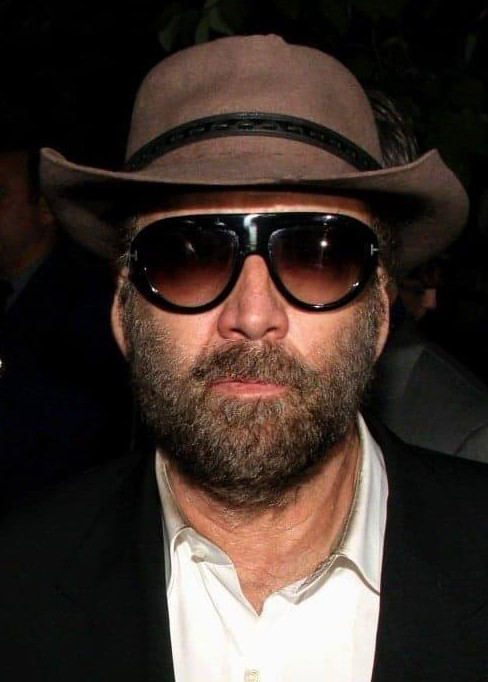
Nicolas Cage bei der Premiere des Films Die Farbe aus dem All

- Blood Quantum – Jeff Barnaby (Eröffnungsfilm der Sektion)
- Crazy World – Isaac Nabwana (Abschlussfilm der Sektion)
- Die Farbe aus dem All (Color Out of Space) – Richard Stanley
- Gundala – Joko Anwar
- Hatsukoi (First Love) – Takashi Miike
- Saint Maud – Rose Glass
- Der Schacht (The Platform / El Hoyo) – Galder Gaztelu-Urrutia
- The Twentieth Century – Matthew Rankin
- Die Weite der Nacht (The Vast of Night) – Andrew Patterson
- The Vigil – Die Totenwache (The Vigil) – Keith Thomas

### Masters
- Devil Between the Legs – (El Diablo entre las Piernas) – Arturo Ripstein
- Ich war zuhause, aber… (I Was at Home, But …) – Angela Schanelec
- Jordan River Anderson, The Messenger – Alanis Obomsawin
- Sorry We Missed You – Ken Loach
- To the Ends of the Earth (Tabi no Owari Sekai no Hajimari) – Kiyoshi Kurosawa
- Über die Unendlichkeit (Om det oändliga / About Endlessness) – Roy Andersson
- Ein verborgenes Leben (A Hidden Life) – Terrence Malick
- Il Traditore – Als Kronzeuge gegen die Cosa Nostra (Il traditore / The Traitor) – Marco Bellocchio
- La Gomera – Corneliu Porumboiu
- Vom Gießen des Zitronenbaums (It Must Be Heaven) – Elia Suleiman
- Zombi Child – Bertrand Bonello

### Platform

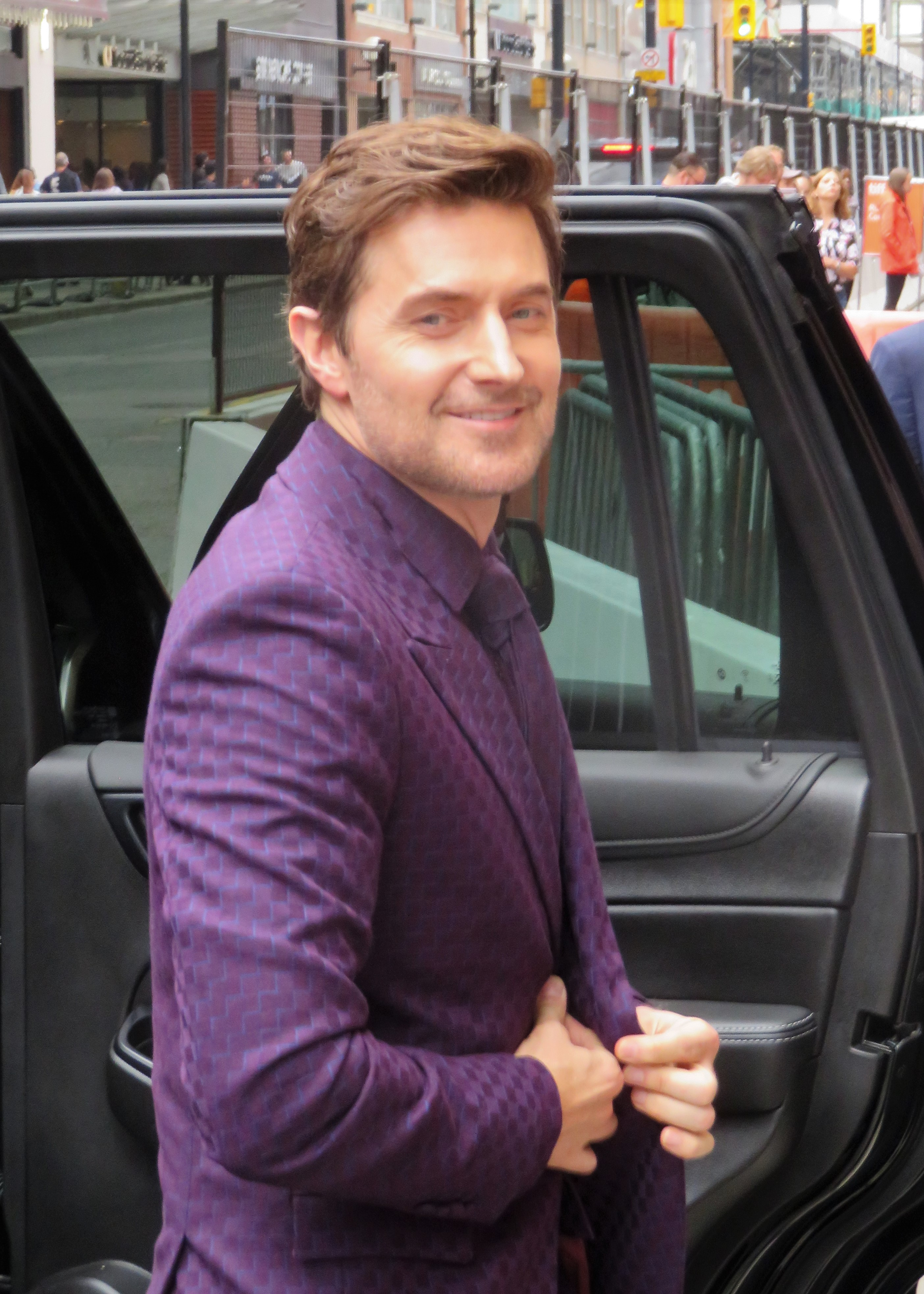
Richard Armitage bei der Premiere des Films My Zoe

Die in der Sektion Platform vorgestellten Filme wurden am 7. August 2019 bekanntgegeben.
- Anne at 13,000 ft – Kazik Radwanski
- Martin Eden – Pietro Marcello (Platform Closing Film)
- The Moneychanger (Así Habló El Cambista) – Federico Veiroj
- My Zoe – Julie Delpy
- Proxima – Die Astronautin (Proxima) – Alice Winocour
- Rocks – Sarah Gavron (Platform Opening Film)
- The Sleepwalkers (Los Sonámbulos) – Paula Hernández
- Sound of Metal – Darius Marder
- Wet Season – Anthony Chen
- Workforce (Mano De Obra) – David Zonana

### Wavelengths
- Austrian Pavilion – Philipp Fleischmann
- 143 Sahara Street (143 rue du desert) – Hassen Ferhani
- 2008 – Blake Williams
- Book of Hours – Annie MacDonell
- Endless Night (Longa noite) – Eloy Enciso
- The Fever (A Febre) – Maya Da-Rin
- Un Film Dramatique – Éric Baudelaire
- Fire Will Come (O que arde) – Óliver Laxe
- Heimat ist ein Raum aus Zeit (Heimat is a Space in Time) – Thomas Heise
- Hrvoji, Look at You from the Tower – Ryan Ferko
- Krabi, 2562 – Anocha Suwichakornpong und Ben Rivers
- Liberté – Albert Serra
- My Skin, Luminous – Gabino Rodríguez und Nicolás Pereda
- Second Generation – Miryam Charles
- State Funeral – Sergei Loznitsa
- Vitalina Varela – Pedro Costa

### TV: Primetime
In der Sektion TV: Primetime wurden neue Fernsehserien oder neue Folgen daraus vorgestellt.
- Black Bitch
- Briarpatch
- Limetown
- Mrs. Fletcher
- Savages
- The Sleepers

## Auszeichnungen
- Grolsch People’s Choice Award: Jojo Rabbit von Taika Waititi
- Grolsch People’s Choice Award first runner-up: Marriage Story von Noah Baumbach
- Grolsch People’s Choice Award second runner-up: Parasite von Bong Joon-ho
- The People’s Choice Documentary Award: The Cave von Feras Fayyad
- The People’s Choice Documentary Award first runner-up: I Am Not Alone von Garin Hovannisian
- The People’s Choice Documentary Award second runner-up: Dads from von Bryce Dallas Howard
- Publikumspreis in der Sektion Midnight Madness: The Platform von Galder Gaztelu-Urrutia
- Publikumspreis in der Sektion Midnight Madness first runner-up: The Vast of Night von Andrew Patterson
- Publikumspreis in der Sektion Midnight Madness second runner-up: Blood Quantum von Jeff Barnaby
- Best Canadian Short film: Delphine von Chloé Robichaud
- Best Short Film: Nachts sind alle Katzen grau (All Cats Are Grey in the Dark) von Lasse Linder
- Best Canadian First Feature: The Twentieth Century von Matthew Rankin
- Best Canadian Feature: Antigone von Sophie Deraspe
- Platform Prize: Martin Eden von Pietro Marcello
- The Prize of the International Federation of Film Critics (FIPRESCI Prize): Murmur von Heather Young
- FIPRESCI Special Presentations Prize: How to Build a Girl von Coky Giedroyc
- Honorable Mentions der Platform Jury: Anne at 13,000 ft von Kazik Radwanski und Proxima – Die Astronautin von Alice Winocour[11]

- Honorary Actor Award: Meryl Streep[12]
- Honorary Actor Award: Joaquin Phoenix[13]
- Ebert Director Award: Taika Waititi[14]
- Variety Artisan Award: Roger Deakins[15]
- Mary Pickford Award: Mati Diop[16]